# Szaúd-Arábia a 2004. évi nyári olimpiai játékokon
Szaúd-Arábia a görögországi Athénban megrendezett 2004. évi nyári olimpiai játékok egyik részt vevő nemzete volt. Az országot az olimpián 6 sportágban 16 sportoló képviselte, akik érmet nem szereztek.

## Asztalitenisz
Férfi
| Versenyző      | Versenyszám | 64-es főtábla                                         | 48-as főtábla     | 32-es főtábla     | Nyolcaddöntő      | Negyeddöntő       | Elődöntő          | Döntő             | Helyezés |
| Versenyző      | Versenyszám | Ellenfél Eredmény                                     | Ellenfél Eredmény | Ellenfél Eredmény | Ellenfél Eredmény | Ellenfél Eredmény | Ellenfél Eredmény | Ellenfél Eredmény | Helyezés |
| -------------- | ----------- | ----------------------------------------------------- | ----------------- | ----------------- | ----------------- | ----------------- | ----------------- | ----------------- | -------- |
| Háled el-Harbi | Egyes       | Aleksandar Karakašević (SCG) · 9-11, 3-11, 3-11, 5-11 | kiesett           | kiesett           | kiesett           | kiesett           | kiesett           | kiesett           | 49.      |

## Atlétika
Férfi
| Versenyző               | Versenyszám | Előfutam | Előfutam | Előfutam | Negyeddöntő | Negyeddöntő | Negyeddöntő | Elődöntő | Elődöntő | Elődöntő | Döntő   | Döntő    |
| Versenyző               | Versenyszám | Idő      | Hely.    | Össz.    | Idő         | Hely.       | Össz.       | Idő      | Hely.    | Össz.    | Idő     | Helyezés |
| ----------------------- | ----------- | -------- | -------- | -------- | ----------- | ----------- | ----------- | -------- | -------- | -------- | ------- | -------- |
| Szálem Mubárak el-Jámi  | 100 m       | 10,36    | 4.       | 38.      | kiesett     | kiesett     | kiesett     | kiesett  | kiesett  | kiesett  | kiesett | kiesett  |
| Hamdán el-Bísi          | 400 m       | 45,31    | 2.       | 4.*      |             |             |             | 45,59    | 5.       | 15.      | kiesett | kiesett  |
| Mohammed esz-Szálhi     | 800 m       | 1:48,42  | 6.       | 56.*     |             |             |             | kiesett  | kiesett  | kiesett  | kiesett | kiesett  |
| Ata Mubárak             | 110 m gát   | 13,81    | 7.       | 40.      | kiesett     | kiesett     | kiesett     | kiesett  | kiesett  | kiesett  | kiesett | kiesett  |
| Ibráhím el-Hamajdi      | 400 m gát   | 49,64    | 5.       | 26.      |             |             |             | kiesett  | kiesett  | kiesett  | kiesett | kiesett  |
| Hádi Szúán esz-Szomajli | 400 m gát   | 49,15    | 4.       | 17.      |             |             |             | 48,98    | 5.       | 15.      | kiesett | kiesett  |

| Versenyző              | Versenyszám | Selejtező | Selejtező | Döntő    | Döntő    |
| Versenyző              | Versenyszám | Eredmény  | Helyezés  | Eredmény | Helyezés |
| ---------------------- | ----------- | --------- | --------- | -------- | -------- |
| Szálem Múled el-Ahmadi | Hármasugrás | 16,16 m   | 35.       | kiesett  | kiesett  |

* - egy másik versenyzővel azonos időt ért el

## Lovaglás
Díjugratás
| Versenyző       | Ló          | Versenyszám | Selejtező | Selejtező | Selejtező | Selejtező | Selejtező | Selejtező | Selejtező | Selejtező | Döntő   | Döntő   | Döntő   | Döntő   | Végeredmény | Végeredmény |
| Versenyző       | Ló          | Versenyszám | 1. kör    | 1. kör    | 2. kör    | 2. kör    | 2. kör    | 3. kör    | 3. kör    | 3. kör    | 1. kör  | 1. kör  | 2. kör  | 2. kör  | Végeredmény | Végeredmény |
| Versenyző       | Ló          | Versenyszám | Bünt.     | Hely.     | Bünt.     | Össz.     | Hely.     | Bünt.     | Össz.     | Hely.     | Bünt.   | Hely.   | Bünt.   | Hely.   | Bünt.       | Helyezés    |
| --------------- | ----------- | ----------- | --------- | --------- | --------- | --------- | --------- | --------- | --------- | --------- | ------- | ------- | ------- | ------- | ----------- | ----------- |
| Ramzi ed-Duhámi | Fall Khaeer | Egyéni      | 9         | 52.       | 17        | 26        | 53.       | 28        | 54        | 55.       | kiesett | kiesett | kiesett | kiesett | kiesett     | kiesett     |
| Kamál Báhamdán  | Casita      | Egyéni      | 12        | 58.       | 12        | 24        | 51.       | 12        | 36        | 48.       | 25      | 43.     | kiesett | kiesett | kiesett     | kiesett     |

## Sportlövészet
Férfi
| Versenyző        | Versenyszám | Selejtező | Selejtező | Döntő   | Döntő    |
| Versenyző        | Versenyszám | Pont      | Helyezés  | Pont    | Helyezés |
| ---------------- | ----------- | --------- | --------- | ------- | -------- |
| Szaíd el-Mutajri | Skeet       | 120       | 15.*      | kiesett | kiesett  |

* - öt másik versenyzővel azonos eredményt ért el

## Súlyemelés
Férfi
| Abd el-Mohszen el-Bágir | 69 kg | 127,5                    | 14.                      | 160,0                    | 10.*                     | 287,5   | 12.     |         |         |
| Dzsaafar el-Bágir       | 69 kg | érvényes kísérlet nélkül | érvényes kísérlet nélkül | kiesett                  | kiesett                  | kiesett | kiesett |         |         |
| Ramzi el-Mahrúsz        | 94 kg | 150,0                    | 20.                      | érvényes kísérlet nélkül | érvényes kísérlet nélkül | kiesett | kiesett | kiesett | kiesett |
| Nadzsim er-Radván       | 94 kg | érvényes kísérlet nélkül | érvényes kísérlet nélkül | kiesett                  | kiesett                  | kiesett | kiesett |         |         |

* - egy másik versenyzővel azonos eredményt ért el

## Úszás
Férfi
| Versenyző        | Versenyszám | Előfutam | Előfutam | Előfutam | Elődöntő | Elődöntő | Elődöntő | Döntő   | Döntő    |
| Versenyző        | Versenyszám | Idő      | Hely.    | Össz.    | Idő      | Hely.    | Össz.    | Idő     | Helyezés |
| ---------------- | ----------- | -------- | -------- | -------- | -------- | -------- | -------- | ------- | -------- |
| Ahmed el-Kudmáni | 100 m mell  | 1:05,65  | 2.*      | 47.*     | kiesett  | kiesett  | kiesett  | kiesett | kiesett  |

* - egy másik versenyzővel azonos időt ért el